# Pincushion
«Pincushion» (с англ. — «Подушечка для иголок») — тридцать третий сингл американской блюз-рок-группы ZZ Top, первый сингл альбома Antenna, возглавил  чарт Hot Mainstream Rock Tracks.

## О песне
Сингл записывался в 1993 году в ходе работы над альбомом Antenna. На этом альбоме группа продолжила тенденцию возвращения к своим блюзовым корням, пытаясь избавиться от ярлыка коммерчески ориентированной группы, который к ней прилип в 1980-х. Количество синтезаторов вновь было уменьшено, однако полностью ZZ Top от них пока не смогли отказаться.
Pincushion была высоко оценена критиками, обозреватель Sputnikmusic назвал её «несомненно лучшей» на альбоме, со «сдвоенным хриплым вокалом» и «убойными гитарными риффами». Марк Приндл находит эту песню с «приличной последовательностью аккордов» исключением на общем неубедительном по его мнению фона альбома. Текст песни от имени мужчины, который полагает, что его женщина использует его как подушечку для иголок (иносказательно).
Песня остаётся одной из немногих песен эпохи RCA, которая до сих пор входит в сет-листы выступлений группы. На песню снят видеоклип.
Интересно, что ZZ Top пятью годами позже на альбоме XXX выпустили песню-клон «Pincushion» под названием «Sinpusher». Она появилась после того, как Гиббонс на одном из концертов позабыл слова песни.

## Сторона «Б»
7”-сингл содержал урезанную версию песни «Pincushion» и песню с того же альбома «Cherry Red». На 12"-сингле вместились обе версии песни — и урезанная, и альбомная, вместе с той же «Cherry Red». Синглы, выпущенные на компакт-дисках, соответствовали по содержанию: мини-CD 7”-синглу, макси-CD — 12" синглу.

## Участники записи
ZZ Top:
- Билли Гиббонс — вокал, гитара
- Дасти Хилл — бас-гитара
- Фрэнк Бирд — ударные, перкуссия

Технический состав
- Билл Хэм — продюсер

## Позиции в хит-парадах
| Хит-парад                                         | Позиция |
| ------------------------------------------------- | ------- |
| Австралия ARIA Charts                             | 91      |
| Великобритания UK Singles Chart                   | 15      |
| Новая Зеландия RIANZ                              | 33      |
| США U.S. Billboard Bubbling Under Hot 100 Singles | 24      |
| США U.S. Billboard Mainstream Rock Tracks         | 1       |
| Швейцария Swiss Music Charts                      | 40      |
| Швеция Sverigetopplistan                          | 11      |